# Somozové

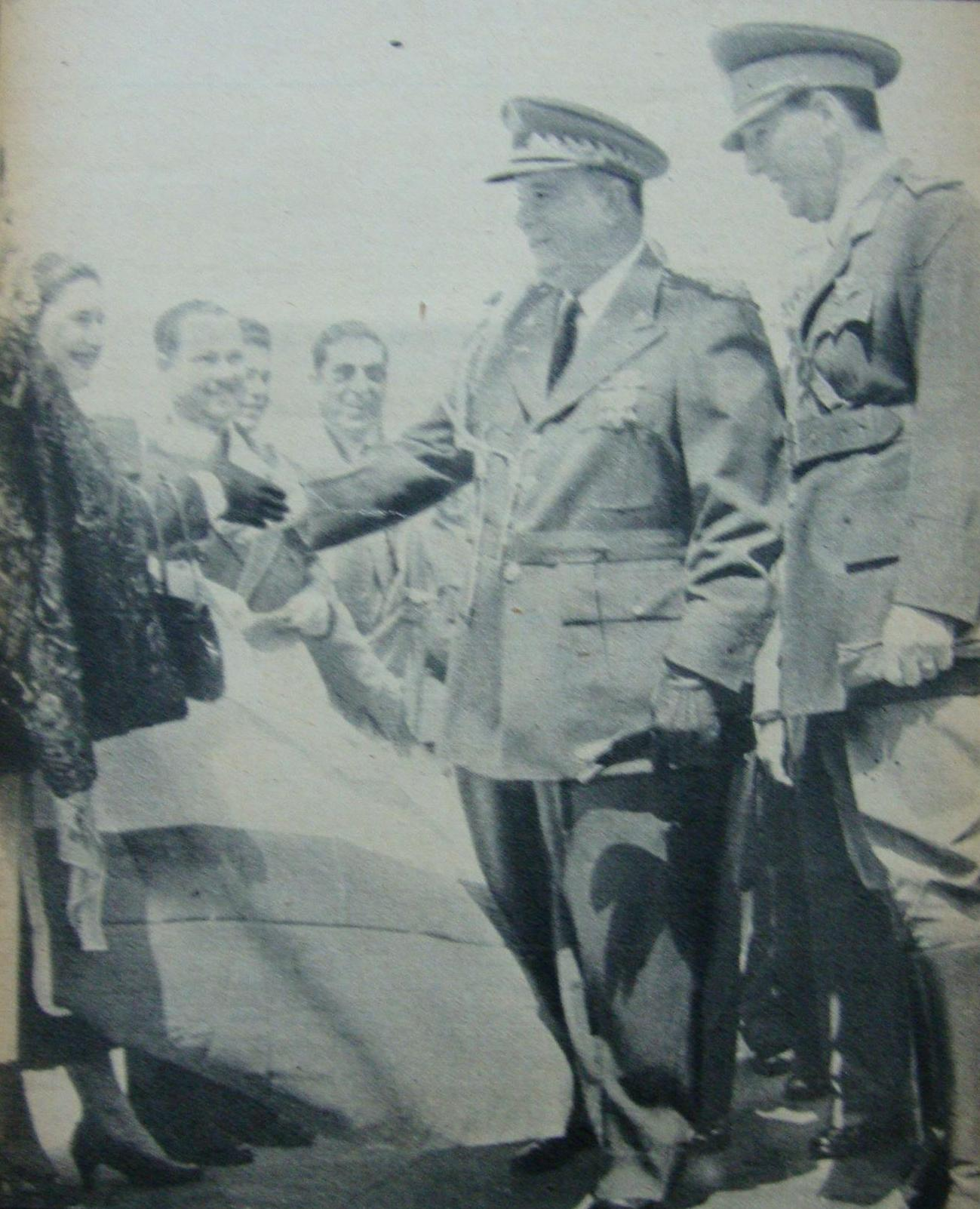
Anastasio Somoza García a Juan Perón

Somozové představují rodinný klan diktátorů, jehož členové vládli v Nikaragui od r. 1937 do r. 1979. K moci se dostali díky podpoře vlády USA při potlačování nepokojů namířených proti americké vojenské intervenci v Nikaragui v 30. letech 20. století. Spojené státy americké je podporovaly i nadále, téměř až do konce jejich vlády, která byla přerušena Sandinistickou revolucí. Somozové Nikaragui vládli buď oficiálně jako prezidenti, nebo z pozadí jako hlavní velitelé armády. 
Hlavními představiteli Somozovské dynastie byli:
- Anastasio Somoza García (1896–1956) – vládl v letech 1937–1956 (prezidentem 1937–1947 a 1950–1956)
- Luis Somoza Debayle (1922–1967) – nejstarší syn A. S. Garcíy, vládl od r. 1956 do r. 1967 (prezidentem 1956–1963)
- Anastasio Somoza Debayle (1925–1980) – nejmladší syn A. S. Garcíy, vládl v r. 1967–1979 (prezidentem 1967–1972 a 1974–1979)